# 5402 Кейосміт
5402 Кейосміт (5402 Kejosmith) — астероїд головного поясу, відкритий 27 жовтня 1989 року.
Тіссеранів параметр щодо Юпітера — 3,733.